# Heterohesma weiri
Heterohesma weiri är en biart som beskrevs av Exley 1983. Heterohesma weiri ingår i släktet Heterohesma och familjen korttungebin. Inga underarter finns listade i Catalogue of Life.

## Bildgalleri

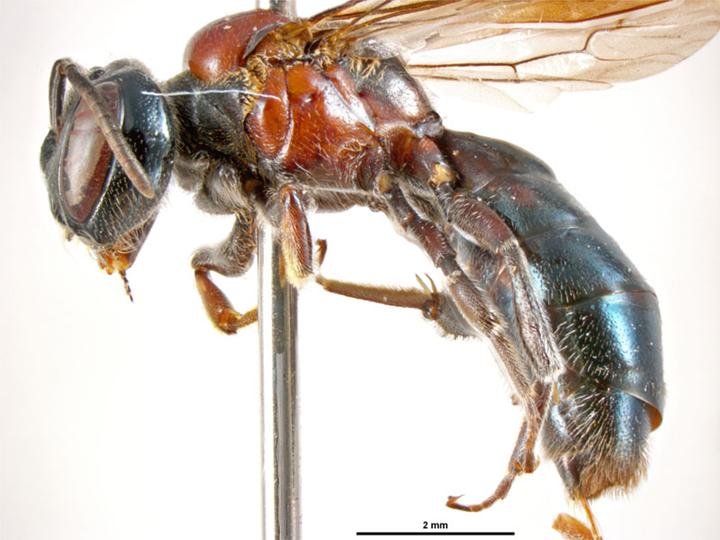
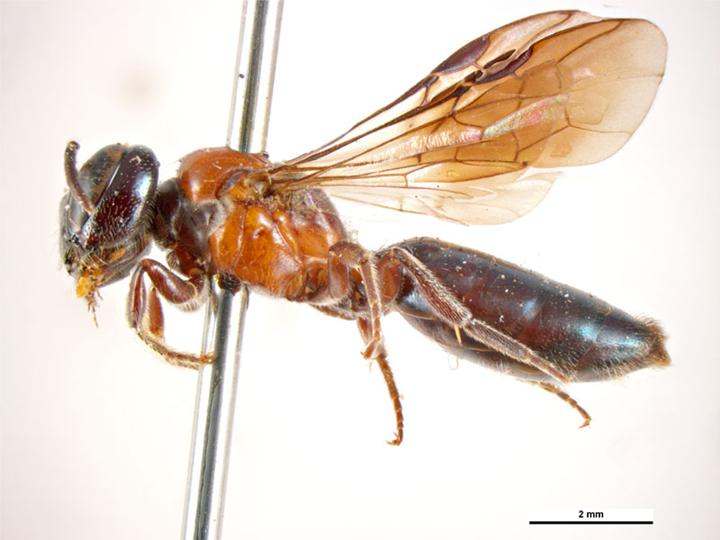